# Halichoeres chloropterus
Halichoeres chloropterus là một loài cá biển thuộc chi Halichoeres trong họ Cá bàng chài. Loài này được mô tả lần đầu tiên vào năm 1791.

## Từ nguyên
Từ định danh chloropterus được ghép bởi hai âm tiết trong tiếng Hy Lạp cổ đại: khlōrós (χλωρός; "xanh lục nhạt") và pterón (πτερόν; "vây, cánh"), hàm ý đề cập đến màu xanh trên vây của cá đực.

## Phạm vi phân bố và môi trường sống
H. chloropterus có phạm vi phân bố tập trung ở vùng biển Đông Nam Á và Melanesia, xa về phía tây đến quần đảo Cocos (Keeling), ngược lên phía bắc đến đảo Đài Loan, mở rộng về phía đông đến quần đảo Marshall, giới hạn phía nam đến rạn san hô Great Barrier.
Ở Việt Nam, H. chloropterus được ghi nhận tại cù lao Chàm (Quảng Nam); đảo Lý Sơn (Quảng Ngãi); các vịnh ở Khánh Hòa và Ninh Thuận; quần đảo Nam Du và quần đảo An Thới (Kiên Giang); cũng như tại Côn Đảo.
H. chloropterus sống trên nền đáy bùn cát hoặc đá vụn gần kề các rạn viền bờ ở độ sâu đến ít nhất là 10 m.

## Mô tả
H. chloropterus có chiều dài cơ thể tối đa được ghi nhận là 19 cm. Cá đực trưởng thành có màu lục nhạt với các đốm màu hồng tím trên lớp vảy ở thân giữa và sau, hợp thành các vệt sọc thẳng ở thân trước và ngoằn nghèo ở đầu, làm cho vùng màu xanh ở đầu tách thành nhiều vệt đốm. Cá đực có thể xuất hiện thêm một vệt đen nổi bật giữa thân. Cá cái có màu lục rất nhạt hoặc tím hoa cà hoặc tím nhạt, trắng ở bụng, nhiều chấm đen li ti trên vảy dọc lưng và một hàng các lằn sọc chữ V màu tím đậm trên bụng. Cá con có màu xanh lục tươi.
Số gai ở vây lưng: 9; Số tia vây ở vây lưng: 10–11; Số gai ở vây hậu môn: 3; Số tia vây ở vây hậu môn: 10–11; Số tia vây ở vây ngực: 13–15; Số gai ở vây bụng: 1; Số tia vây ở vây bụng: 5; Số vảy đường bên: 27.

## Sinh thái học
Thức ăn của H. chloropterus là những động vật có vỏ cứng, bao gồm nhuyễn thể, giáp xác và cầu gai.

## Thương mại
H. chloropterus được đánh bắt trong các hoạt động buôn bán cá cảnh.